# Parc historique d'État de Dudley Farm
Le parc historique d'État de Dudley Farm est une aire protégée américaine dans le comté d'Alachua, en Floride. Ce parc d'État occupe le site d'une ancienne ferme, la Dudley Farm, laquelle est inscrite au Registre national des lieux historiques depuis le 4 octobre 2002 et est classée National Historic Landmark depuis le 13 janvier 2021.